# 沙尔尼宰
沙尔尼宰（法語：Charnizay，法語發音：[ʃaʁnizɛ]）是法国安德尔-卢瓦尔省的一个市镇，位于该省南部，属于洛什区。

## 地理
沙尔尼宰（46°54'49"N, 0°59'10"E）面积51.71 平方千米，位于法国中央-卢瓦尔河谷大区安德尔-卢瓦尔省，该省份为法国中西部省份，北起萨尔特省、东北接卢瓦-谢尔省，东南接安德尔省，南至维埃纳省，西临曼恩-卢瓦尔省。
与沙尔尼宰接壤的市镇（或旧市镇、城区）包括：圣弗洛维耶、奥布泰尔、克莱斯河畔博赛、拉塞勒格南、小普雷西尼、克莱斯河畔普勒伊。

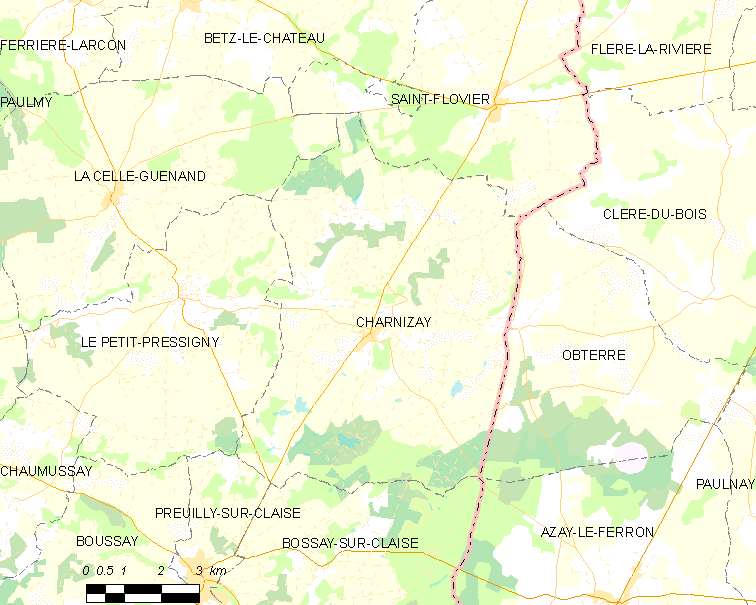
沙尔尼宰的OSM定位图

沙尔尼宰的时区为UTC+01:00、UTC+02:00（夏令时）。

## 行政
沙尔尼宰的邮政编码为37290，INSEE市镇编码为37061。

## 政治
沙尔尼宰所属的省级选区为笛卡尔县。

## 人口

1962-2008年间沙尔尼宰人口变化图示

沙尔尼宰于2022年1月1日时的人口数量为468人。